# 56-й танковий корпус (Третій Рейх)
56-й та́нковий ко́рпус (нім. LVI. Panzerkorps) — танковий корпус Вермахту в роки Другої світової війни.

## Історія
LVI-й танковий корпус був сформований 1 березня 1942 шляхом перейменування 56-го моторизованого корпусу.

## Командування

### Командири
1-ше формування
- генерал танкових військ Фердинанд Шаль (нім. Ferdinand Schaal) (1 березня 1942 — 1 серпня 1943);
- генерал від інфантерії Фрідріх Госсбах (нім. Friedrich Hoßbach) (2 серпня — 14 листопада 1943);
- генерал-лейтенант Антон Грассер (нім. Anton Grasser) (15 листопада — 9 грудня 1943);
- генерал від інфантерії Фрідріх Госсбах (10 грудня 1943 — 14 червня 1944);
- генерал від інфантерії Йоганнес Блок (нім. Johannes Block) (15 червня 1944 — 26 січня 1945);

2-ге формування
- генерал кавалерії Рудольф Кох-Ерпах (нім. Rudolf Koch-Erpach) (16 лютого — 10 квітня 1945);
- генерал артилерії Гельмут Вайдлінг (нім. Helmuth Weidling) (11 квітня — 8 травня 1945).

## Бойовий склад 56-го танкового корпусу
Формування управління, забезпечення та підтримки
- 125-те артилерійське командування (Arko 125);
- 456-й корпусний батальйон зв'язку (Korps-Nachrichten-Abteilung 456);
- 456-те управління корпусного постачання (Korps-Nachschubtruppen 456);
- 456-й корпусний кулеметний батальйон (Korps MG Bataillon 456);
- 456-й взвод фельджандармерії (Feldgendarmerie-Trupp 456);
- 456-та польова пошта (Feldpostamt 456).

- 6-та танкова дивізія (6. Panzer-Division);
- 328-ма піхотна дивізія (328. Infanterie-Division).

- 10-та моторизована дивізія (10. Infanterie-Division (mot.);
- 131-ша піхотна дивізія (131. Infanterie-Division);
- 331-ша піхотна дивізія (331. Infanterie-Division).

- 10-та моторизована дивізія;
- 131-ша піхотна дивізія;
- 267-ма піхотна дивізія (267. Infanterie-Division);
- 321-ша піхотна дивізія (321. Infanterie-Division);
- 331-ша піхотна дивізія.

- 10-та моторизована дивізія;
- 131-ша піхотна дивізія;
- 267-ма піхотна дивізія;
- 321-ша піхотна дивізія.

- 14-та піхотна дивізія (14. Infanterie-Division);
- 131-ша піхотна дивізія;
- 321-ша піхотна дивізія.

- 4-та танкова дивізія (4. Panzer-Division);
- 8-ма танкова дивізія (8. Panzer-Division);
- 31-ша піхотна дивізія (31. Infanterie-Division);
- 102-га піхотна дивізія (102. Infanterie-Division);
- 251-ша піхотна дивізія (251. Infanterie-Division).

- Корпусна група «E» (Korps-Abteilung E);
- 4-та танкова дивізія;
- 5-та танкова дивізія (5. Panzer-Division);
- 12-та танкова дивізія (12. Panzer-Division);
- 203-тя дивізія охорони (203. Sicherungs-Division).

- 4-та танкова дивізія;
- 11-та піхотна дивізія (11. Infanterie-Division);
- 35-та піхотна дивізія (35. Infanterie-Division).

- 4-та танкова дивізія;
- 35-та піхотна дивізія;
- 110-та піхотна дивізія (110. Infanterie-Division).

- 35-та піхотна дивізія;
- 110-та піхотна дивізія;
- 129-та піхотна дивізія (129. Infanterie-Division).

- 4-та танкова дивізія;
- 5-та танкова дивізія;
- 5-та єгерська дивізія (5. Jäger-Division);
- 131-ша піхотна дивізія;
- 253-тя піхотна дивізія (253. Infanterie-Division);
- Частини:
  - 5-ї танкової дивізії СС «Вікінг» (5. SS-Panzer-Division "Wiking");
  - 19-ї резервної дивізії (Угорщина) (19. Reserve Division (ung.);
- 1-ша лижна бригада (1. Ski-Jäger-Brigade).

- 1-ша лижна дивізія (1. Skijäger-Division);
- 26-та піхотна дивізія (26. Infanterie-Division);
- 342-га піхотна дивізія (342. Infanterie-Division).

- 214-та піхотна дивізія (214. Infanterie-Division);
- 253-тя піхотна дивізія;
- 342-га піхотна дивізія.

- 17-та піхотна дивізія (17. Infanterie-Division);
- 214-та піхотна дивізія.

- 9-та парашутна дивізія (9. Fällschirmjager Division).